# Cantonul Guémené-sur-Scorff
Cantonul Guémené-sur-Scorff este un canton din arondismentul Pontivy, departamentul Morbihan, regiunea Bretania, Franța.

## Comune
- Le Croisty
- Guémené-sur-Scorff (reședință)
- Kernascléden
- Langoëlan
- Lignol
- Locmalo
- Persquen
- Ploërdut
- Saint-Caradec-Trégomel
- Saint-Tugdual